# Lentaria subcaulescens
Lentaria subcaulescens är en svampart som tillhör divisionen basidiesvampar, och som beskrevs av Rauschert 1987. Lentaria subcaulescens ingår i släktet Lentaria, och familjen Gomphaceae. Arten är reproducerande i Sverige.